# Camăr, Sălaj
Camăr este satul de reședință al comunei cu același nume din județul Sălaj, Transilvania, România.